# Pycnothele perdita
Pycnothele perdita är en spindelart som beskrevs av Chamberlin 1917. Pycnothele perdita ingår i släktet Pycnothele och familjen Nemesiidae. Inga underarter finns listade i Catalogue of Life.